# Папски заговор
Папски заговор (на английски език: Popish plot) се нарича предизвиканата от Титъс Оутс антикатолическа истерия, която залива кралство Англия в периода 1678 - 1681 г. Въз основа на измислени или полуверни твърдения се повдигат обвинения за католически заговор за убийството на крал Чарлз II, които костват живота или свободата на множество невинни граждани. Индиректно атаката е срещу брата на краля - Джеймс, херцог на Йорк, който е католик и най-вероятен негов наследник.

## Предпоставки
Още от Реформацията по времето на Хенри VIII католиците в Англия са в затруднено положение. През управлението на Елизабет I те са подложени на сериозни репресии и да изповядват религията си става незаконно. Когато начело на страната застават Стюартите (1603 г.), ситуацията започва да се подобрява. Чарлз I се жени за католичка, която пристига от Франция с личния си изповедник и католицизмът става моден в двора. В същото време мнозинството от нацията се привързва към протестантските идеи - от една страна умерените англикани, а от друга крайните пуритани (с виждания близо до калвинизма). Именно пуританите стават двигател на гражданските войни в периода 1640 - 1649 г. и на екзекуцията на краля. В периода на реставрацията (след 1660 г.), когато крал става Чарлз II, религиозното разделение остава в пълна сила. И този представител на Стюартите се жени за католичка, макар че няма деца от нея.
По това време става все по-очевидно, че Йоркският херцог е приел католицизма, докато е бил в изгнаничество във Франция. Вероятността един ден да стане крал хвърля неговите противници в неописуем ужас. Става дума за радикално настроени депутати в парламента, които по-късно ще създадат партията на вигите. Още през 1673 г. са издадени т.нар. Клетвени закони (Test Acts), които се опитват да ограничат достъпа на католици до обществените служби. Те обаче не се спазват особено и това предизвиква обществено напрежение.
Има значение и вторият брак на Джеймс за италианката Мария ди Модена, считан от опозицията за френска интрига. Той показва, че херцогът не само смята да наследи трона, но и да остави поколение. Мария идва в Англия с група католически прелати. За нейно нещастие съумява да роди само едно дете, достигнало зрялост. Момчето е наречено Джеймс Франсис Едуард.

## Развой на събитията
Инициатор на събитията е един пропаднал свещеник на име Титъс Оутс. Той поддържа връзки с йезуитите, съден е за хомосексуализъм и има съмнителна репутация. През лятото на 1678 г. заедно с един луд (Айзраел Тондж) изфабрикуват документ, в който твърдят, че йезуитите в страната планират убийството на краля, за да го заменят със своя фаворит - Джеймс. След това се очаква възстонавяване на католицизма като официална религия и избиване на всички несъгласни. Те намират начин да информират Чарлз за това, но той отхвърля твърденията. Все пак започва разследване и Оутс е изслушан пред съда. Там се държи дръзко и уверено и впечатлява съдиите. Назовава конкретни имена, посочва и начините, които са обсъждани за извършване на убийството - с нож в гърба, с изстрели от обучени убийци или чрез лекаря на кралицата, който да му даде отрова.
Първа жертва на Оутс е секретарят на Мария ди Модена, Едуард Колман, който действа като водач и вдъхновител на католическата партия. Без каквито и да е доказателства той е изпратен в затвора, а след това и екзекутиран. До този момент дейността на Оутс остава в относителни рамки, но убийството на един от съдиите, произнесли присъдата над Колман, взривява обществеността. Изведнъж Оутс става герой на деня и мнозина го виждат като спасител на нацията. Камарата на общините също пожелава да го изслуша и в резултат излиза с официално становище, че „има ужасяващ, адски заговор, създаден от папските агенти за убийството на краля“. Сега депутатите се обръщат против лорд-канцлера Данби и Чарлз се принуждава да го жертва. Данби може да е интригант и мошеник, но със сигурност не е виновен по обвиненията на Оутс. Той отива в затвора, но се разминава със смъртта.
Чарлз ІІ разбира, че този път на карта е заложена съдбата на династията. Първо се опитва да убеди брат си да се върне в лоното на Англиканската църква. Джеймс отказва. Той не се изкушава, както казва Уинстън Чърчил, да постъпи като Анри IV и да получи трона срещу една литургия. Тогава кралят вика Оутс да го разпита и лесно го хваща в лъжа. Когато се опитва да изтъкне това на депутатите, те го приемат като посегателство срещу свободата и не вярват. Проблемът е, че дотолкова симпатизират на долнопробните му твърдения, че ги приемат без никаква критичност.
Тяхното поведение предизвиква жестоки антикатолически изстъпления на обикновени граждани. Повечето католици не смеят да излязат от домовете си, а после им е забранено да живеят в Лондон. Известни са много случаи на вдовици, които се женят за протестанти, за да подобрят социалния си статус. На терор са подложени уважавани и почтени люде, които никой в нищо не е обвинявал. Зареждат се процес след процес и понякога основанията за арест са, че някой искал да се възстанови католическото изповедание в Англия или че поддържал връзки с католиците от континента. Така са убити 35 невинни граждани. От страх за живота си и за да помогне на краля да се справи с кризата, от 1680 до 1682 г. Джеймс Стюарт заминава в изгнаничество. През това време пребивава най-вече в Испанска Нидерландия.

## Край на истерията. Съдбата на Джеймс и Оутс
Камарата на общините приема проектозакон за изключването на Джеймс Стюарт от наследството на трона. Така започва Кризата на изключването, чийто вдъхновител е лидерът на вигите граф Шрафтсбъри. Чарлз ІІ разпуска парламента, но след новите избори се формира ощо по-неудобно за него съотношение на силите. Проектът веднага е подновен. С огромни усилия кралят успява да убеди Камарата на лордовете да го отхвърли. Същевремонно той съдейства да се назначават съдии с не толкова крайни възгледи и постепенно по обвиненията срещу католици започват да се издават оправдателни присъди. Вместо това става опасно за обвинителите да попаднат в затвора за клевета. Към 1681 г. се стига до рязко намаляване на напрежението и приключване на истерията. Оутс, който междувременно е получил от парламента голямо жилище и заплата, попада под ударите на закона. Съдът преценява, че многократно е превишил правата си като гражданин, осъжда го на затвор, където той остава почти осем години.
Джеймс се връща в родината си и става крал през февруари 1685 г. Тогава цялата ненавист към него заради вярата му като по чудо се изпарява. Шрафтсбъри е починал в изгнание, вигите са се укротили, а техните противници - торите са плътно зад династията. Новият крал инициира нов процес срещу Оутс и този път развенчаният герой е намерен за виновен по повече обвинения. Присъдата му е заменена с доживотна. Междувременно започва Славната революция (ноември 1688), крал става Уилям III, който е ревностен протестант. Той пуска Оутс на свобода, осигурява му скромна пенсия и го оставя да доживее спокойно старините си.